# Nobuhiko Sakaguchi
Pour les articles homonymes, voir Sakaguchi.
Nobuhiko Sakaguchi est un joueur de shogi japonais né le 10 décembre 1908 à Tokyo à Hidaka (dans l'île de Hokkaidō) et mort le 18 janvier 1990.
Il disputa un match contre le détenteur du titre de Meijin (en 1944) et fut à deux reprises, dans les années 1950 et 1960, président de la Fédération japonaise de shogi.

## Biographie et carrière
Nobuhiko Sakaguchi a été promu huitième dan en 1938 et neuvième dan en novembre 1976.
Il disputa la finale pour le titre de Meijin en 1944 contre Yoshio Kimura.
En 1946, il finit sixième du 1er match de classement des challengers pour le titre de Meijin,
En 1947, il fit une pause dans sa carrière de joueur de shogi et fonda la fédération japonaise des échecs et écrivit de livres d'initiation aux échecs en japonais.
En 1951, il remporta la première Coupe Sankei, l'ancêtre de l'actuel tournoi du Kisei.
Il fut à deux reprises président de la Fédération japonaise de shogi de 1953 à 1955 et de  1967 à 1969.